# Scymnus erythronotum
Scymnus erythronotum är en skalbaggsart som beskrevs av Gordon 1976. Scymnus erythronotum ingår i släktet Scymnus och familjen nyckelpigor. Inga underarter finns listade i Catalogue of Life.